# San Miguel Aloápam
San Miguel Aloápam là một đô thị thuộc bang Oaxaca, México. Năm 2005, dân số của đô thị này là 2637 người.